# Écritures de Maizeret
 (mai 2017).

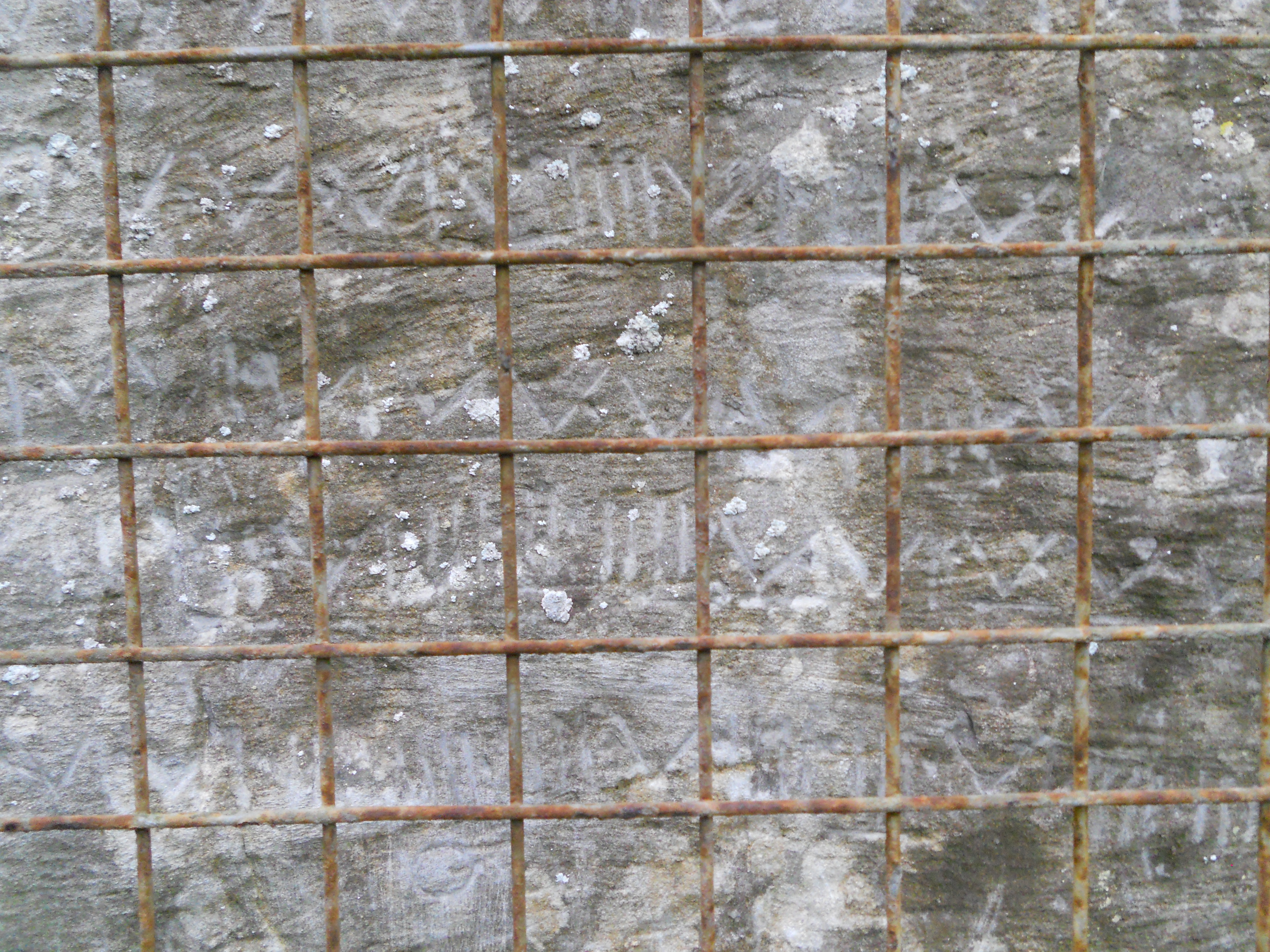
Détail des écritures de Maizeret derrière leur grille de protection

Les écritures de Maizeret sont un ensemble d'écritures romaines découvertes dans les années 1950 à Maizeret, en Province de Namur (Belgique). La signification de ces écritures composées majoritairement de I et de V (1 et 5 en chiffres romains) reste un mystère .
Les écritures ne pouvant être expliquées, les archéologues s'en sont désintéressés et le site est à l'abandon.

## Site

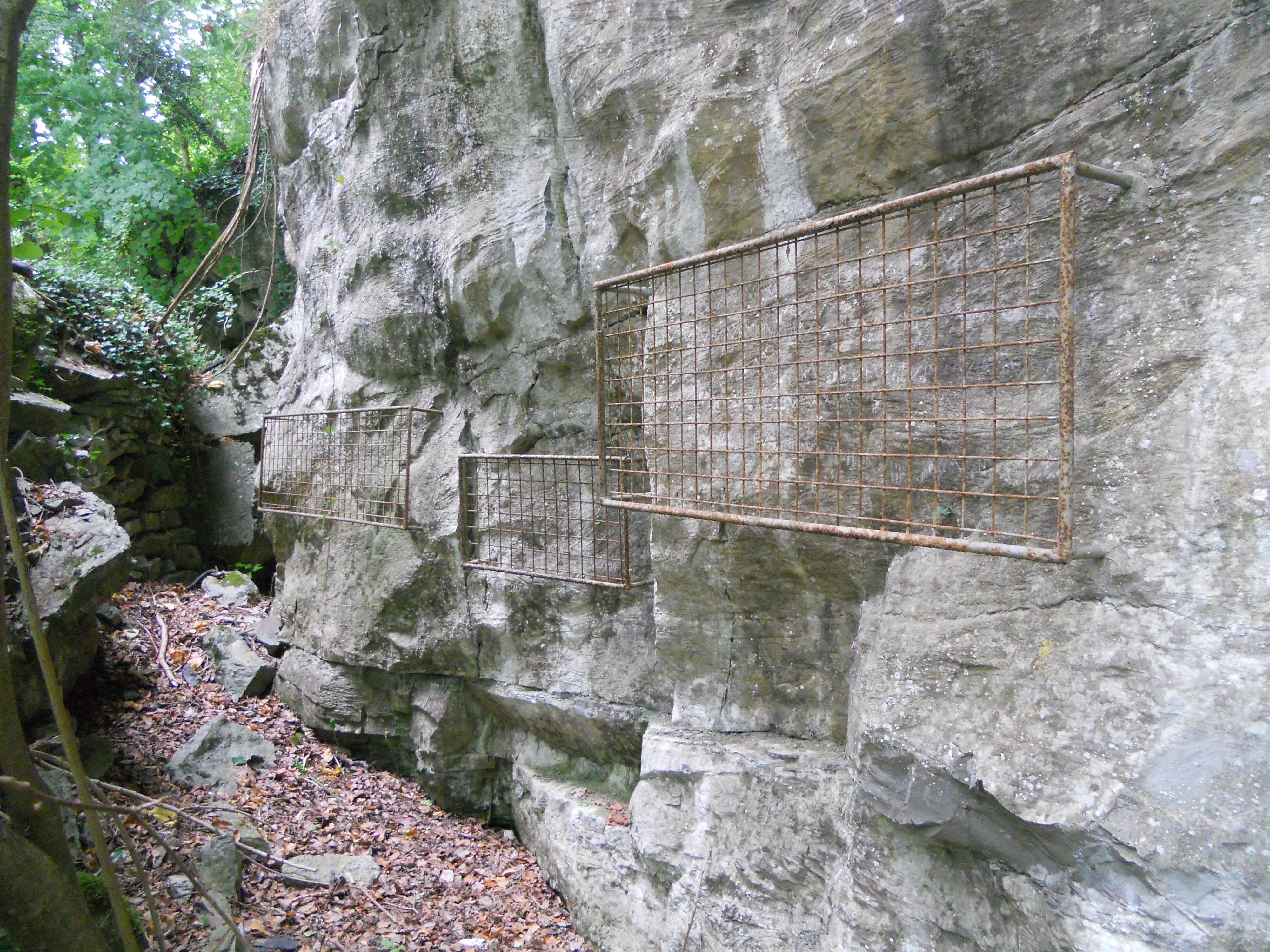
Trois des sept grilles protégeant les écritures

Les écritures sont réparties sur une portion d'environ 25 m à la base d'un rocher situé à l'est du village de Maizeret.
Les sept principaux groupes d'écritures sont protégés chacun par une grille. L'ensemble était protégé par un grillage mais est désormais à l'abandon et envahi par la végétation.

## Hypothèses
Plusieurs hypothèses ont été proposées :
- une écriture oghamique ou chiffrée.
- une comptabilité de marchands. Certains y ont vu la comptabilité de la vente en tant qu'esclaves des Aduatuques par les légions romaines.

La datation reste malaisée mais, selon certaines hypothèses, les écritures pourraient dater au plus tôt du Ier siècle av. J.-C. au plus tard du Ve siècle.